# Bathanthidium atriceps
Bathanthidium atriceps är en biart som först beskrevs av Morawitz 1890.  Bathanthidium atriceps ingår i släktet Bathanthidium och familjen buksamlarbin. Inga underarter finns listade i Catalogue of Life.